# 科查班巴區 (瓦凱班巴省)
9°03′58″S 76°52′09″W / 9.0662°S 76.8693°W
科查班巴區（西班牙語：Distrito de Cochabamba），是秘魯的一個區，位於該國中部瓦努科大區的瓦凱班巴省，始建於1985年11月14日，面積687平方公里，海拔高度3,275米，2005年人口2,339，人口密度每平方公里3.4人。